# Ђурађ Карановић
Ђурађ Карановић, звани поп Каран, српски војвода, који је био познат у Босни и Херцеговини, тако и у Старој Србији. Брат је од стрица чувеног војсковође из босанског устанка 1875. године, попа Стевана Карановића Рођен је селу Крњеуша, 1827. године, а умро је 1880. године у Шапцу.

## Биографија
Рођен је у селу Крњеуши. О његовом школовању нема пуно података, осим тога да се школовао у Бихаћу и Сарајеву. Рукуположен је од митрополита Прокопија, или његовог помоћника епископа Антима, рођеног србина из Босне, из села Шљивне из бањалучког котора, 1854. године. Поп Ђурађ служио је као свештеник у селу Суваји и Вођеници пуних седам година. У истом мјесту живјели је и породица бега Куленовића, који су према изворима, објесили његовог дједа попа Пилипа (Филипа) Карановића 1832. године који је био свештеник у Крњеуши. Од тог догађаја почињу незгоде по попа Ђурђа. 
Ситуација ескалира 1864. године када попа Ђурђа гоне у Сарајеву због сумњи да буни народ против власти. Због тога остаје у затвору у Сарајеву 11 мјесеци, а остао би још дуже да није било срба крајишника. Они су се својски заузели у циљу ослобађања попа Ђурђа, па уз помоћ митрополита Игњатија који га спашава и вади из тамнице. Међутим, непуне двије године касније 1866.опет бива оптужен, за исти злочин, и одведен пред Топал Осман пашу у Сарајево. Као казну, овог пута добија 7 мјесеци затвора. Из затвора излази, као и прошли пут уз помоћ срба крајишника, који су под пријетњом устанка ослободили попа Ђурђа. Као што је то био случај у претходна два два пута, тако поп Ђурађ бива осуђен и по трећи пут, под изговором спремања устанка против власти. Овог пута послат је у Бихаћ пред Салих пашу. Осуђен је и провео је 4 мјесеца, окован у гвожђу у Бихаћу. Ослобођен је уз инсистирање српског становништва који су живјели у Бихаћу, плашећи се српске одмазде.
Због бунта српских кметова 1870. године који је угашен, а кметови позатварани, сумња је пала на попа Ђурђа Карановића и његовог брата попа Стеву Карановића. Оба су послата у Бихаћ, да би се их убрзо због опасности које су носили са собом, послали из земље у Малу Азију у Коњух. Путовање до Коњуха кренуло је од Бихаћа преко Петровца, Лијевна, Мостара, па затим преко Косова поља за Солун и даље бродом за Малу Азију. Како кажу извори, на овом путовању су их пратили 25 чувара. Под тешким мукама и глађу, браћа су се одважила и сломила отпор својих пратилаца и побјегли. Након исцрпних 19 дана путовања са мало количина хране долазе пред једну варошицу у близини Смирне. Њихов даљи пут их одводи до јерменске цркве, а затим до француске лађе, гдје је од значајне помоћи био црногорац Илија који се ту затекао.Замоливши капетана француске лађе, која је пловила од Цариграда у Грчку, одлазе на Крф, гдје наилазе на лијеп пријем и братску подршку. Пут их је даље одвео у Црну Гору гдје су били на пријему код кнеза Николе и касније у Србију гдје од митрополита Михајила добијају парохије.
Поп Ђурађ је био познат као велики војсковођа. Ту чињеницу поткрепљује и то да је био у 36 бојева. Битке у којима је поп Ђурађ војевао су: 1868. године са српским јунаком Луком Вукаловићем на Долаву, Липи и Клобуку; 22. децембра 1875. године на Грљевцу са Јефтом Мишковићем; 5. јануара 1876. године у Тополи; 6. јануара у Чађавици; 14. фебруара у Ивањској; 18. фебруара у Градини, недалеко од Грахова; 23. марта у Дубовику и у Рисевцу; 26. маја у Алиловцима и Јатри; 2. јуна у Арстуши; 3. и 4. јуна са четом Триве Амелице, Вида Милановића и Даводовића у селима: Скуцаном Вакуфу, Модрој, Напрељу, Горици, Фајтовцима и Цикићима; 5. јуна у Каменграду, Турнићу и Орнецу; 13. у Саници уз помоћ Милановића, Ерцега и Амелице.
Касније се удружује са војводом Голубом Бабићем гдје ће заједничкми снагама војевати. Осим поменутих битака, поп Ђурађ је био у битци на Бјелају, Петровцу, Кључу, Кулен Вакуфу, Оџацима, Рисовцу, Доњој Санинци и Челебићу.
Одликован је за војничке заслуге и храброст, од краља Милана Обреновића, таковским крстом и сребреном колјаном за храброст. Био је човјек малена раста, коштуњава тјелесног састава и велики приповједач. Умро је у Шапцу 1880. године.